# Kaloula verrucosa
Kaloula verrucosa es una especie  de anfibios de la familia Microhylidae.

## Distribución geográfica
Se encuentra en la  China y posiblemente también en Birmania.

## Estado de conservación
Se encuentra amenazada de extinción por la pérdida de su hábitat natural.